# Pierre Dupont (chansonnier)
Pour les articles homonymes, voir Dupont et Pierre Dupont.
Pierre Dupont est un chansonnier, poète et goguettier français né le 23 avril 1821 à Lyon où il meurt le 25 juillet 1870.

## Biographie

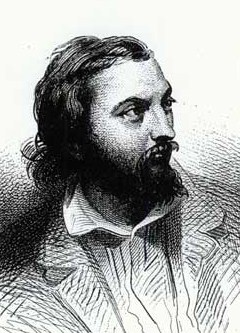
Pierre Dupont jeune.

Né à Lyon le 23 avril 1821,, fils de Jean-Baptiste Dupont, éperonnier forgeron au 79 quai de l'Hôpital, Pierre Dupont grandit à Rochetaillée-sur-Saône, au nord de Lyon. À la suite du décès de sa mère en 1825, son père se remarie et confie ensuite son éducation à son parrain curé. À neuf ans, il entre au petit séminaire de Sainte-Foy-l'Argentière, mais n'a pas la vocation de devenir prêtre.

Il revient à Lyon dans sa famille,

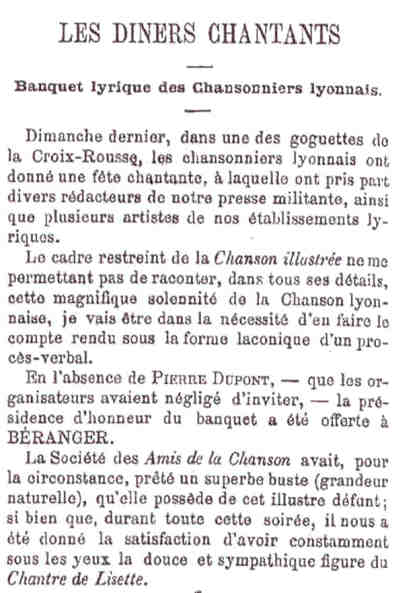
Compte-rendu d'une fête dans une goguette de Lyon en 1870.On y parle de Pierre Dupont et de Béranger.

... où bien tard, de vaillants rayons

Nous disaient qu'une sœur, l'ange de la famille,

Pour vivre s'épuisait à des travaux d'aiguille.
Placé comme apprenti canut il travaille peu de temps comme ouvrier de filature textile puis  saute-ruisseau  et enfin employé de banque. À 20 ans, il rejoint la famille de ses grands parents paternels à Provins, puis va à Paris, où il fréquente les goguettes.
Il fait la connaissance de Victor Hugo, à qui il écrit :
Ton foyer est plein d'étincelles

Ta vitre pleine de lueurs...
Sa rencontre avec l'académicien Pierre-Antoine Lebrun lui ouvre des portes ; il peut publier un premier livre, est remarqué par Sainte-Beuve, et obtient un poste à la rédaction du Dictionnaire de l'Académie française de 1842 à 1847. Dès son arrivée à Paris Il se lie avec Nerval, Théophile Gautier, Baudelaire, Émile Deroy, et Charles Gounod, avec qui il écrit la chanson Les Bœufs, qui le rendra célèbre.
L’Académie française lui décerne le prix Maillé-Latour-Landry en 1844 pour son poème Les deux anges.
Républicain convaincu, il compose en 1846 le Chant des ouvriers. De 1848 à 1852 il vit à Cheptainville où il compose Les fraises des bois, les Pins et Les Sapins. En 1849, il milite au comité central de résistance et fait paraitre la même année son recueil Le Chant des paysans hostile au futur Napoléon III et le 2 décembre 1851, il participe à la barricade du Faubourg Saint-Antoine, ce qui lui vaut d’être condamné à 7 ans de déportation.
Il s'enfuit à Provins, puis en Savoie. Il doit faire allégeance au régime pour être gracié.

Si l'on en croit Auguste Fourès « De 1853 à 1860, Pierre Dupont fut assez heureux ». Il épouse le 22 avril 1854 à Paris en l'église saint-Germain-des-Prés Marie Henicque dite "Élise", les jeunes mariés emménagent quelques mois plus tard à Saint Brice dans la demeure du grand-père Dupont que vient de lui léguer son père. Il chante sans cesse avec sa chère et joyeuse Lise à la voix claire. En 1861 c'est elle qui commande à son ami peintre Fortuné Layraud le portrait actuellement visible au Smith College Museum of Art,. Mais sa frêle femme qu'il appelle Jeanne dans ses chansons meurt en 1862, et lui, découragé et malade, revient dans sa ville natale où on l'aime beaucoup.
 
À son retour à Lyon, ses amis organisent des fêtes, des banquets pour l'égayer, — « mais, hélas ! sa misanthropie devient de plus en plus tenace, il a contre elle un seul et unique remède : l'ivresse ».
Le 19 janvier 1865, il vient s’incliner devant la dépouille de Proudhon, mort le matin même et, le lendemain, jour de l’enterrement, écrit un poème en son hommage.
Il meurt presque oublié mais c'est pourtant la musique de sa chanson Les Carriers qui est reprise dans La Commune, chanson communarde de 1871. Dans ses mémoires, Savinien Lapointe rapporte le mot de Béranger prononcé devant Pierre Dupont lui-même : « ...il est poète, plus poète que moi ».
En 1868, Courbet dont il est l'ami, ayant partagé leurs débuts à Paris, peint le portrait qui se trouve actuellement dans la collection de la Galerie nationale d'art à Karlsruhe.
Il décède le 25 juillet 1870 au domicile de son frère Sébastien au 46 place d'Armes aux Chartreux, de nos jours 46 rue Pierre Dupont, la place d'Armes est devenue à la fin du XIXe siècle le Clos Jouve puis au XXe siècle le stade et complexe sportif Roger Duplat et J.Genety.

## Pierre Dupont vu par Charles Baudelaire
Dans sa préface au recueil Chants et chansons de Dupont, Baudelaire écrit en 1851 un vibrant hommage à l'homme et au poète :

« Raconter les joies, les douleurs et les dangers de chaque métier, et éclairer tous ces aspects particuliers et tous ces horizons divers de la souffrance et du travail humain par une philosophie consolatrice, tel était le devoir qui lui incombait, et qu'il accomplit patiemment. Il viendra un temps où les accents de cette Marseillaise du travail circuleront comme un mot d'ordre maçonnique, et où l'exilé, l'abandonné, le voyageur perdu, soit sous le ciel dévorant des tropiques, soit dans les déserts de neige, quand il entendra cette forte mélodie parfumer l'air de sa senteur originelle,
Nous dont la lampe le matin

Au clairon du coq se rallume,

Nous tous qu'un salaire incertain

Ramène avant l'aube à l'enclume…
pourra dire : je n'ai plus rien à craindre, je suis en France ! (…)
Quand je parcours l'œuvre de Dupont, je sens toujours revenir dans ma mémoire, sans doute à cause de quelque secrète affinité, ce sublime mouvement de Proudhon, plein de tendresse et d'enthousiasme : il entend fredonner la chanson lyonnaise,
Allons, du courage,

Braves ouvriers !

Du cœur à l'ouvrage !

Soyons les premiers.
et il s'écrie : Allez donc au travail en chantant, race prédestinée, votre refrain est plus beau que celui de Rouget de Lisle. »

## Hommages

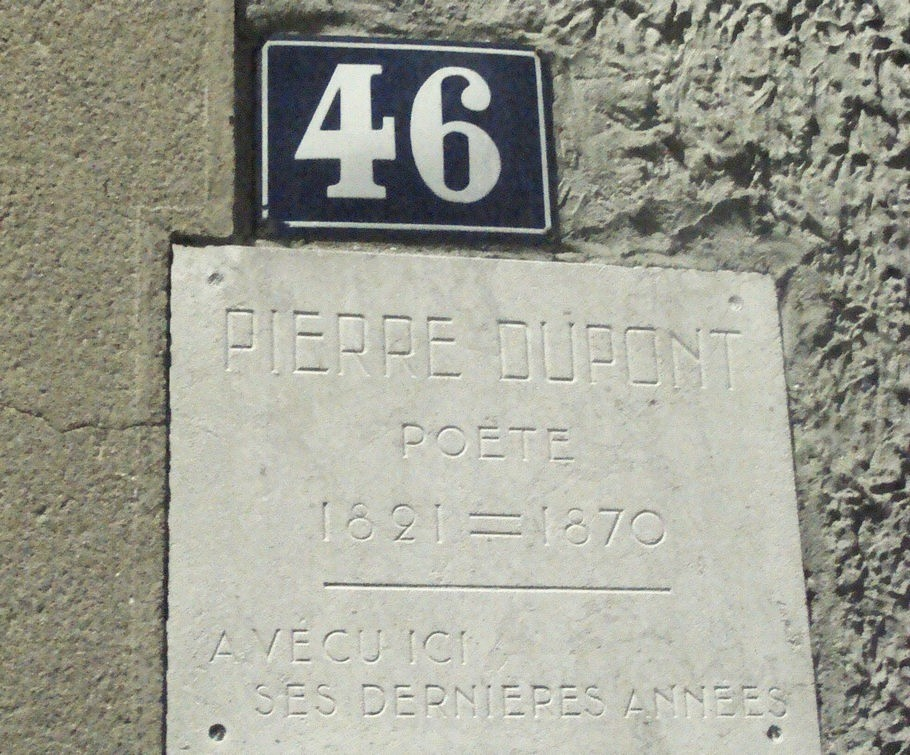
Plaque apposée au 46 rue Pierre Dupont sur le mur du jardin de la maison où mourut Pierre Dupont.
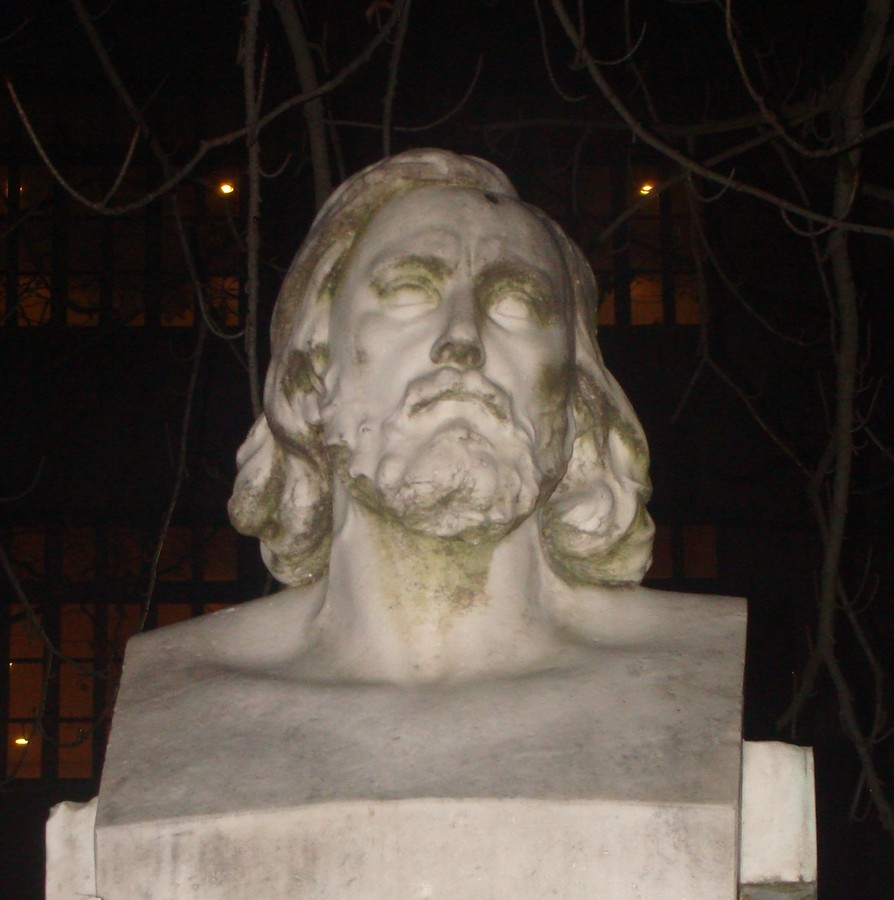
Buste de Pierre Dupont du sculpteur Suchetet.

- À Lyon, la rue dans laquelle il finit sa vie, face au Clos Jouve, l'ancienne place d'Armes, en bordure du plateau de la Croix-Rousse, porte maintenant son nom, une plaque commémorative est apposée au 46,
- A Cormeilles-en-Parisis, sur la proposition de Léo Poldès au conseil municipal en 1928, une rue où son épouse a acheté une propriété porte son nom[14].
- On trouve également à Lyon plusieurs statues à sa mémoire :
  - dans le jardin de la préfecture Le poète et sa muse de Jean-Louis Chorel,
  - la fontaine dans le jardin des Chartreux comporte un monument à Pierre Dupont de Auguste Suchetet inauguré en 1899[15],[16],[Note 3],
  - dans le jardin Gustave Ferrié son buste est celui sculpté par Pierre Girardet[18],[Note 4]
  - sur sa tombe au cimetière de la Croix-Rousse[20].[Note 5]

- Plaque apposée
au 46 rue Pierre Dupont
sur le mur du jardin
de la maison où mourut
Pierre Dupont.
- Buste de
Pierre Dupont du
sculpteur Suchetet.